# Kevin Dahl
Kevin Curtis Dahl (ur. 30 grudnia 1968 w Regina, Saskatchewan) – kanadyjski hokeista. Reprezentant Kanady. olimpijczyk.

## Kariera zawodnicza
- Stratford Cullitons (1985–1986)
- Bowling Green State University (1986–1990)
- Winston-Salem Icehawks (1990–1991)
- Fredericton Canadiens (1991)
- Salt Lake City Golden Eagles (1991)
- Team Canada (1991–1992)
- Calgary Flames (1992–1996)
  -  Saint John Flames (1992, 1995)
- Las Vegas Thunder (1996–1997)
- Phoenix Coyotes (1997)
- Chicago Wolves (1997–2001)
  -  Calgary Flames (1998)
  -  Toronto Maple Leafs (1998)
  -  Columbus Blue Jackets (2000)
- Nürnberg Ice Tigers (2001–2004)

Wychowanek Thunder Bay Comet. W lidze NHL wystąpił w ośmiu sezonach (204 mecze). Ponadto grał w lidze IHL.
Uczestniczył w turnieju na zimowych igrzyskach olimpijskich 1992.
Karierę zakończył w 2004 po trzech sezonach gry w niemieckiej lidze DEL.

## Sukcesy
Reprezentacyjne
- Srebrny medal zimowych igrzysk olimpijskich: 1992

Klubowe
- Mistrzostwo dywizji IHL: 1998, 1999, 2000, 2001 z Chicago Wolves
- Mistrzostwo konferencji IHL: 1998, 2000, 2001 z Chicago Wolves
- Puchar Turnera – mistrzostwo IHL: 1998, 2000 z Chicago Wolves
- Mistrzostwo w sezonie regularnym IHL: 2000 z Chicago Wolves